# Hacıuşağı
Hacıuşağı è un comune dell'Azerbaigian situato nel distretto di Ağsu. Conta una popolazione di 435 abitanti.